# Jean-Jacques Amelot de Chaillou
Jean-Jacques Amelot de Chaillou, född den 30 april 1689, död den 7 maj 1749 i Paris, var en fransk diplomat.
Chaillou var åren 1737–1744 fransk utrikesminister och använde därunder Sverige som redskap i sin mot Ryssland fientliga politik. Han gynnade Elisabets revolutionsplaner och sökte, för att stödja dem, genom franska sändebudet i Stockholm Saint-Séverin underblåsa hattarnas krigsiver. Då han efter Elisabets tronbestigning sökte stärka det franska inflytandet i Sankt Petersburg genom att hota henne med svenskarna och i samma syfte eggade Turkiet till anfall, övergav kejsarinnan helt och hållet den franska vänskapen och anslöt sig istället till bröderna Michail och Aleksej Bestuzjev-Rjumins politik med deras förkärlek för Österrike och Storbritannien.